# 沃爾巴赫峰

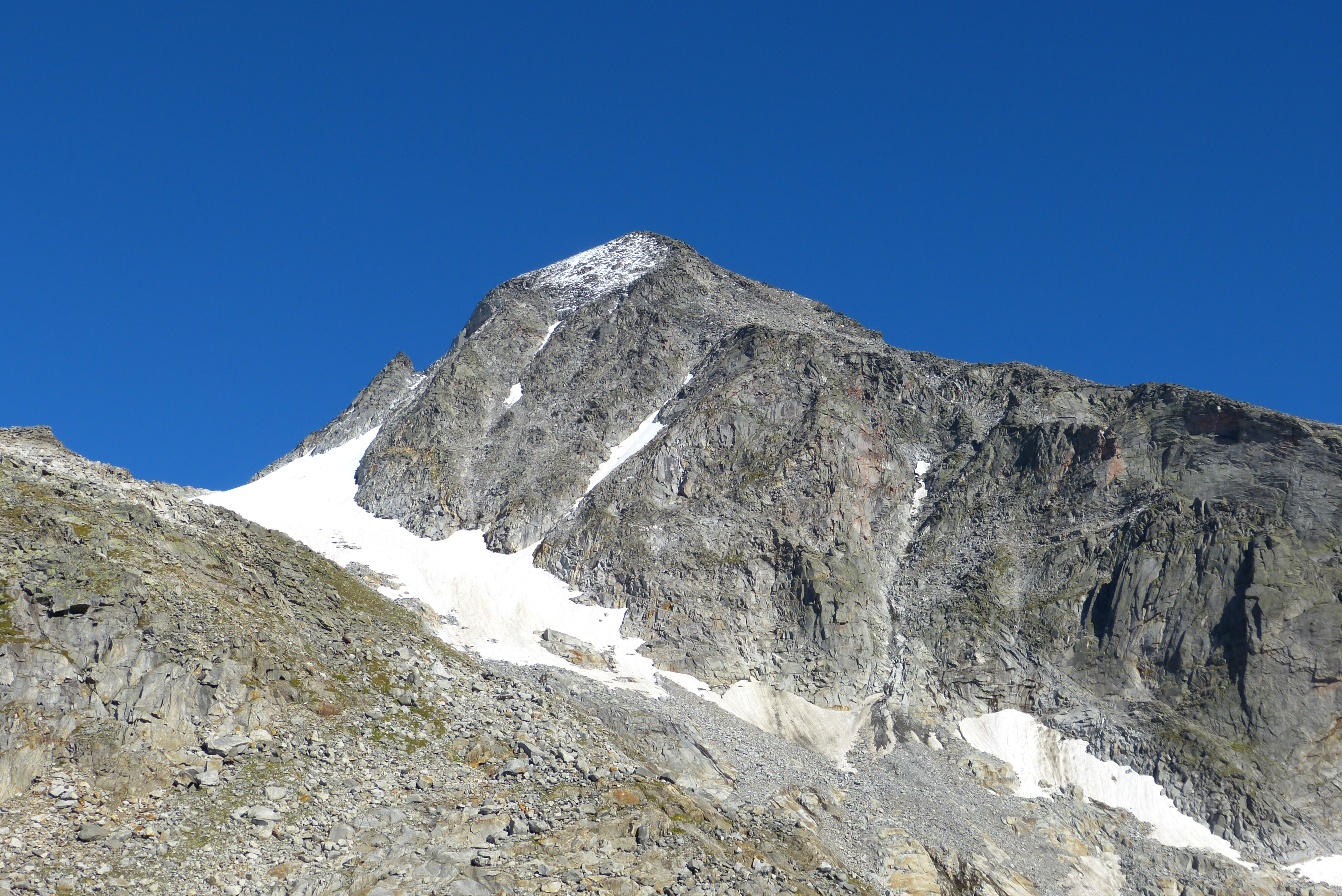

47°2′58″N 11°58′46″E / 47.04944°N 11.97944°E
沃爾巴赫峰（德語：Wollbachspitze），是中歐的山峰，位於奧地利和意大利接壤的邊境，屬於齊勒塔爾阿爾卑斯山脈的一部分，海拔高度3,209米，每年平均降雨量1,971毫米。